# Camilla Salvago Raggi
Camilla Salvago Raggi (Genova, 1º marzo 1924 – Novi Ligure, 6 aprile 2022) è stata una poetessa, scrittrice e traduttrice italiana.

## Biografia
Nata a Genova da una famiglia d'origini nobili, nipote di Giuseppe Salvago Raggi, nel 1960 pubblicò con Feltrinelli la sua prima opera, la raccolta La notte dei mascheri. Moglie di Marcello Venturi, fu anche traduttrice dall'inglese. Nel 1993 vinse il Premio Rapallo Carige per la donna scrittrice per il suo Prima del fuoco, e nel 2001 il Premio Procida-Isola di Arturo-Elsa Morante per la sua traduzione di Suspense di Conrad.
Legata alla zona del Monferrato, dedicò diverse opere a personaggi, storia e tradizioni del Piemonte. Visse dagli anni '50 alla villa di Campale, presso Molare, nella provincia di Alessandria.

## Opere

### Curatele
- Canto di garzone contadino, 1973
- Anni color seppia, Pesce, 1996
- Le case della memoria, Genova, De Ferrari, 2003
- Album 1892-1894, Ovada, Accademia Urbense, 2009
- Guardare la vita. Marcello Venturi, biografia per immagini, Ovada, Accademia Urbense, 2009 (con Giovanni Capecchi e Mario Canepa)

### Narrativa

#### Racconti
- La notte dei mascheri, Milano, Feltrinelli, 1960
- La bella gente, Torino, Aragno, 2004
- Un'estate ancora, Torino, Aragno, 2006
- Prima o poi, Milano, Viennepierre, 2010
- Amore che viene, amore che va, Torino, Lindau, 2018

#### Romanzi
- Dopo di me, Milano, Mursia, 1967
- Paradiso bugiardo, Coines, 1975; Lindau, Torino 2016
- L'ultimo sole sul prato, Milano, Longanesi, 1982
- Il noce di Cavour, Milano, Longanesi, 1988
- Il noce di Cavour, Genova, Il Canneto Editore, 2016
- Lontani parenti, Lindau 2016
- Prima del fuoco, Milano, Longanesi, 1992
- L'ora blu, Genova, Marietti, 1995
- Buio in sala. Una serata all'opera, Firenze, Giunti, 1997
- Castelvero. Vite di donne in Monferrato, Torino, Aragno, 2000
- La druda di famiglia', Milano, Viennepierre, 2003
- Il magnifico Leonardo, Milano, Viennepierre, 2006
- Donna di passione. Un amore giovanile di Cavour, Milano, Viennepierre, 2007
- Volevo morire a vent'anni, Lindau, Torino 2017
- Donna di passione, Genova, Il Canneto Editore, 2018
- Le cose intorno, Lindau, Torino 2018
- La quinta età, Lindau, Torino 2019
- Un'estate del 1892, Lindau, Torino 2020
- Sazia di giorni, Lindau, Torino 2022

### Poesia
- Amica lucertola e altre poesie, Savona, Sabatelli, 2004

### Saggi
- Quattro figlie da marito, Genova, Sagep, 1986
- Mode e modi dell'Ottocento. Quattro corredi per quattro ragazze, Genova, Sagep, 1986
- La Badia, Lindau, Torino 2020

### Traduzioni
- David Herbert Lawrence, L'ufficiale prussiano e altri racconti, Milano, Feltrinelli, 1965
- Oscar Wilde, De profundis, Milano, Feltrinelli, 1966
- Joseph Conrad, Suspense, Genova, De Ferrari, 2001
- Virginia Woolf, Lettera a un giovane poeta, Lindau, 2017